# Thilo Boss
Thilo Boss (* 6. August 1962 in Wehrda (Marburg)) ist ein deutscher Journalist.

## Leben
Boss besuchte das Städtische Gymnasium in Bad Laasphe. Nach dem Abitur 1982 und dem Wehrdienst in Fritzlar studierte er Neuere Geschichte, Politik und Publizistik an der Westfälischen Wilhelms-Universität Münster. In seiner Magisterarbeit beschäftigte er sich mit den ersten deutschen Reaktionen auf den Schuman-Plan.
Bereits während des Studiums schrieb Boss als freier Mitarbeiter für die Westfalenpost in Bad Berleburg und in Hagen und für die Münstersche Zeitung. Von 1992 bis 1994 machte Boss ein Volontariat beim Donaukurier in Ingolstadt. Im Anschluss war er Redakteur bei der in Oelde erscheinenden Die Glocke. 1996 wechselte er zum Axel-Springer-Verlag und war u. a. für die Welt am Sonntag stellvertretender Redaktionsleiter NRW und Parlamentskorrespondent und für die Bild-Zeitung Berichterstatter über die FDP im Berliner Hauptstadtbüro. 2003 wurde er Leitender Redakteur für Wirtschaft bei der Axel Springer Medienservice GmbH. Von 2004 bis 2012 war er Ressortleiter Wirtschaft, Reise, Auto und Verbraucher bei der Leipziger Volkszeitung. Von 2012 bis 2021 war er Ressortleiter Wirtschaft bei der Superillu. Dort etablierte er das Format „Das Boss-Interview“. Seit 2021 moderiert er die Sendung „Boss im Gespräch“ bei TV Berlin.
1998 deckte Thilo Boss für die Welt am Sonntag den Subventionsbetrug und dubiose Machenschaften beim Technologiezentrum Oberhausen (HDO) auf. In der Folge kam es zu zwei parlamentarischen Untersuchungsausschüssen im Landtag von Nordrhein-Westfalen. Der Schaden für den Steuerzahler wurde auf über 100 Millionen DM geschätzt. Die politische Verantwortung trug der damalige NRW-Wirtschaftsminister Wolfgang Clement (SPD).
Thilo Boss war Mitinitiator des jährlich stattfindenden Ostdeutschen Energieforums in Leipzig.

## Familie
Thilo Boss ist mit einer Kenianerin verheiratet, hat einen Sohn und lebt in Berlin.